# 罗伯特·库克
罗伯特·库克（英語：Robert L. Cook，1952年12月10日—），美国计算机科学家，参与开发RenderMan。

## 生平
1952年出生于田纳西州诺克斯维尔市，1973年获得北卡罗莱纳州杜克大学物理学士学位，1981年获得纽约伊萨卡康奈尔大学计算机图形学硕士学位，他曾经和唐纳德·P·格林伯格合作过。他现在是皮克斯的软件开发部门的副主管。

## 荣誉
- 1987，ACM SIGGRAPH奖，以表彰他对计算机图形学和视觉特效的贡献。
- 1995年，他成为美国计算机协会的资深成员。[1]
- 2001年，由于对电影渲染技术的重要促进，比如皮克斯的RenderMan的开发，他（和艾德文·卡特姆一起）获得了奥斯卡奖。
- 2009，由于对计算机图形学的贡献，获得 Steven Anson Coons 奖。